# 畏寒
畏寒俗称發冷，是人體在发烧期间感到寒冷的感覺。在人體體溫因發燒而上升的過程中，在體溫停止增加前，會使患者感覺到寒冷。若合并同時发抖以增加體溫，则称寒颤又作寒战。
畏寒是一种病理现象；若是健康人单纯因而寒冷打颤则称为冷颤，属于生理现象。
通常會產生發冷的的情況包括：
- 流行性感冒
- 扁桃體炎
- 傳染性肺炎
- 膽管敗血症
- 腎盂腎炎
- 內臟膿瘡
- 疟疾